# Per Skaarup
Per Skaarup (født 6. juli 1955 på Frederiksberg) er en tidligere dansk håndboldspiller som deltog under Sommer-OL 1980 og Sommer-OL 1984. Han er far til Rikke Skaarup der også er håndboldspiller og er nu håndboldkommentater hos DR sporten.
Hans spillede for HG København/Gladsaxe HG .
I 1980 var han med på Danmarks håndboldlandshold som endte på en niendeplads under Sommer-OL. Han spillede i alle seks kampe og scorede fire mål.
Fire år senere kom han på en fjerdeplads med de danske hold under Sommer-OL 1984. Han spillede i alle seks kampe og scorede syv mål.